# Čikola (Severní Osetie-Alanie)
Čikola dříve Volno-Magometanovskoje je obec a administrativní centrum Irafského okresu v Severní Osetii-Alanii Ruské federace.

## Charakteristika obce
Obec leží ve výšce 660 m n. m. v údolí mezi řekami Uruch a Dur-Dur v Irafském okrese. Nachází se 70 km západně od Vladikavkazu. Obcí vede místní silnice 90K-001. Nejbližší železnice je v obci Ardon vzdálené 30 km východně.
Počet obyvatel Čikoli je 6810 z roku 2019. Z národnostního (etnického) hlediska tvoří převážnou většinu obyvatel Oseti vyznávající Islám tzv. Digorové.
Obec vznikla v polovině devatenáctého století, z ruské iniciativy, které se snažila rozdělit muslimské (Digory) a křesťanské (Irony) Osety. Muslimští Digorové byli přestěhování z vesnic Stur-Digora, Achsau, Machčesk, Galiat, Fasnal a Dur-Dur do nově založené obce Volno-Magometanovskoje dnes Čikola. Přestěhovaní sebou neslo od počátku problémy s vlastnictvím půdy s novousedlíky z Ruska a Ukrajiny – kozáky.
V obci převládá potravinářský průmysl.

## Významné osobnosti
Obec je známá výbornou sportovní školou olympijského zápasu ve volném stylu. Mezi nejznámější zápasníky patří:
- Arsen Fadzajev – zápasník, dvojnásobný olympijský vítěz v zápasu ve volném stylu z let 1988 a 1992
- Chadžimurat Gacalov – zápasník, olympijský vítěz v zápasu ve volném stylu z roku 2004
- Amiran Kardanov – zápasník, řecký reprezentant v judu, bronzový olympijský medailista z roku 2000
- Rodion Kertanty – zápasník, slovenský reprezentant v zápasu ve volném stylu, olympionik